# 大叻高等专科学校
大叻高等专科学校（越南语：／）是一所位于越南林同省大叻市的公立職業大學。学校由林同省人民委员会举办，并由林同省与越南勞動榮軍社會部共治。
大叻高专肇始于1927年由法国建立的大叻中学校；1976年成立公办的大叻师范高等专科学校，并于2022年与大叻职业学院、林同经济技术高等专科学校合并，建制延续至今。学校以高等职业教育培训为主。该校也因其法式的弧形红砖教学大楼而著称，教学楼建筑亦曾获国际建筑师协会评为20世纪世界1000座独特建筑之一。

## 历史沿革
1927年7月16日，法属印度支那政府同意开设大叻中学校（法語：Lycée de Dalat），同年9月16日开学，学校建成初期，主要招收法国及越南上层贵族出身的中小学生；翌年1月7日，学校开始招收寄宿生。:941935年，为了纪念发现大叻的法国医生亞歷山大·耶爾森，学校更名为耶爾森中學。法国殖民者对该学校寄予厚望，并期望学生在此可以吸收法国文化及法国价值观，成为维护法国在当地殖民统治的人才。:99不过直到20世纪50年代初，保大帝才允许学校招收皇朝疆土上的原住民学生。
在越南共和国时期，学校为雄王教育中心；1975年，越南共和国覆亡，越南共产党接管学校，并于1976年9月将其改制为大叻师范高等专科学校，学校主要为林同省及邻近省份培养合格的中小学、幼儿园教师。但在2019年，越南国会通过新教育法，规定小学教师必须拥有学士学历，故只有专科层次的大叻师范不能再培养小学教师，受此影响，学校开始转型发展。2022年8月，越南勞動榮軍社會部决定，大叻师范高等专科学校与成立于2000年的大叻职业学院、以及成立于2009年的林同经济技术高等专科学校合并，成立直属林同省人民委员会的大叻高等专科学校，学校本部位于大叻市第十坊耶尔森109号大叻师范高等专科学校的校址上；同年12月，大叻高等专科学校正式揭牌成立。

## 校園風物
大叻高等专科学校的本部位在大叻市区第十坊耶尔森路109号，邻近春香湖，周边为遍植松树的山丘，风景迤逦；校内古朴清幽，其筑于20世纪初的弧形红砖教学大楼呈现出新古典主义法式风格，引人注目，长期吸引主修建筑学、艺术学的学生及越南国内外的游客前来参观，并已于2001年获越南文化信息部评为“国家古迹”，更被国际建筑师协会（UIA）评为20世纪世界1000座独特建筑之一；但由于长期接待来访游客导致维护困难、扰乱正常教学秩序，学校曾经为此限制访客参观。校内还有亞歷山大·耶爾森的铜像，以纪念他为越南医学做出的贡献。除本部外，学校还在大叻市第四坊黃文樹路1号、第七坊芒林村以及保禄市拥有分校区。

## 系所
在合并前，大叻师范高等专科学校以培养教师为主；大叻职业学院以培养各领域所需的应用型人才为主；而林同经济技术高等专科学校则为培养经济领域应用型人才的专科学校；2022年，三校合并建立大叻高等专科学校后，学校成为多科系的职业大学；截至2023年，大叻高等专科学校拥有信息技术学院、电气电子学院、机械与动力工程学院、生物技术学院、旅游学院、经济学院、基础科学学院、教育学院、外语学院10个二级学院。另外有农业实验中心、继续教育和职业培训中心、技能与技术应用评估中心3个研究中心。

## 外部連接
- Website của Trường Cao đẳng sư phạm Đà Lạt